# 黄鳍雀鲷
黄鳍雀鲷（学名：Pomacentrus philippinus）为輻鰭魚綱雀鲷科雀鲷属的鱼类，俗名菲律宾雀鲷。

## 分布
本魚分布於印度西太平洋區，包括馬爾地夫、琉球群島、馬來西亞、台灣、菲律賓、印尼、澳洲、索羅門群島、馬紹爾群島、新喀里多尼亞、東加、諾魯等海域。

## 深度
水深2至15公尺。

## 特徵
本魚體呈橢圓形而側扁，體全身黑褐色，但整個背鰭及尾鰭、臀鰭之上墨緣為黃色。鱗片後端均有明顯黑緣，有如網狀。此外其胸鰭基部有一黑色斑，腹鰭黑色。吻短而鈍圓。口中型；頜齒兩列，小而呈圓錐狀。眶下骨具鱗，下緣具鋸齒；前鰓蓋骨後緣具鋸齒。幼魚時體色為藍黑近紫色，背鰭、臀鰭、尾鰭為黃色，與成魚不同。背鰭硬棘13枚、背鰭軟條14至15枚、臀鰭硬棘2枚、臀鰭軟條14至16枚。體長可達12公分。

## 生態
本魚多單獨或成群棲息在大礁或獨立礁之礁緣斜坡或是峭壁處。屬雜食性，以東物性浮游生物或藻類為食，白天在水層中覓食，夜間則就近在礁壁處覓洞歇息。

## 經濟利用
多用以水族觀賞，很少人食用。